# Het Feest van Sinterklaas
Het Feest van Sinterklaas was een jaarlijks terugkerend theatraal popconcert dat gemaakt is ter viering van de verjaardag van Sinterklaas en aansluit op de dagelijkse soapserie De Club van Sinterklaas. Het werd in 1999 uitgezonden op RTL 4 en sinds 2000 op Fox Kids, sinds 2005 Jetix en in 2009 SBS6. Naast de Club-personages en de "officiële" sinterklaaskarakters als jaarlijks terugkerende elementen is er ook plaats voor bekende en trend-gevoelige kinderartiesten. In 2009 was de Club niet verbonden aan het Feest, maar is er sinds datzelfde jaar wel de concurrent getiteld Het Club van Sinterklaas Feest. In 2010 besloot Mojo Concerts te stoppen met Het Feest van Sinterklaas omdat de markt verzadigd was geraakt.

## Personages
Personages niet afhankelijk van televisieprogramma's rond het Sinterklaasfeest:
- Sinterklaas (1999-2009)
- Hoofdpiet (1999-2000, 2002-2003, 2005)
- Wegwijspiet (1999-2005)
- Rijmpiet (1999-2002)
- Amerigo (1999-2009)

Vaste Gastartiesten
- Ernst, Bobbie en de rest (1999-2009)
- Coole Piet Diego (2001-2007 • 2009)
- Bassie & Adriaan (1999-2002)
- Bob de Bouwer (2002)
- Ch!pz (2003-2005, 2008)
- Eek! The Cat (2007-2009)

Exclusief aan Het Feest van Sinterklaas:
- Openingspiet (2002-2003, 2005-2009)

Uit De Club van Sinterklaas:
- Coole Piet Diego (2001-2007, 2009)
- Muziekpiet (2002-2008)
- Suprise Piet (2002)
- Gulle Piet (2002)
- Pietje Van Alles (2002-2003)
- Testpiet (2003-2008)
- Profpiet (2003-2008)
- Hoge Hoogte Piet (2003-2008)
- Suprise Piet Jr. (2003)
- Proefpiet (2003)
- Poetspiet (2003)
- Hulppiet (2006-2008)
- Kleurpiet (2007)
- Hokuspokspiet (2007-2008)
- Nieuwspiet (2008)
- Kluspiet (2008)
- PJ (2008)
- Danspiet (2008)

Uit Het Sinterklaasjournaal:
- Huispiet (2004-2007)

### Openingspiet
Openingspiet is een personage uit theatershow Het Feest van Sinterklaas, meestal vertolkt door Paul Passchier en eenmalig door Jody Pijper. Het personage is gebaseerd op de mythe van Zwarte Piet.

#### Biografie
De rol van Openingspiet werd in 2003 vertolkt door Jody Pijper en sinds 2005 door Paul Passchier. De liedjes worden uitgevoerd als openingslied bij aanvang van theatershow Het Feest van Sinterklaas. Deze nummers zijn meestal gebaseerd op al bestaande nummers van bekende artiesten. Zo is Kom van dat dak af, Zwarte Piet gebaseerd op het liedje Kom van dat dak af door Peter Koelewijn en is Wij zitten klaar voor de Sint een Nederlandstalige sinterklaasuitvoering van het Engelstalige liedje I've got the music in me van Kiki Dee. In 2009 had Openingspiet een wat grotere rol bij het Feest, en vervulde hij eenmalig de functie van Liedjespiet bij Het Feest van Sinterklaas.

#### Liedjes
- Wij zitten klaar voor de Sint (2003)
- De Sint houdt van Swing (2005)
- Bijna weer vijf december (2006)
- Kom van dat dak af, Zwarte Piet (2007)
- De Sint is weer in het land (2009)

### Rijmpiet
Ook regelmatig aanwezig is de Rijmpiet. De dichtende knecht van de goedheiligman praat de verschillende acts tijdens Het Feest van Sinterklaas aan elkaar door ze van een rijmende intro te voorzien. Als bijvoorbeeld Bassie en Adriaan zouden optreden, zou de Rijmpiet het muzikale duo met bijvoorbeeld het volgende tekstje kunnen aankondigen:
het volgende duo kennen wij allemaal

zouden zij ook maar één keer niet kunnen komen

dan is dat voor de Sint een flinke baal
en nu, zoals zij ons jaarlijks komen bezoeken

in deze wel heel enorme Ahoy'ze zaal

kondig ik ze maar weer eens aan met flink kabaal

trots en wel zeker zonder kattekwaad

de één is een clown, en de ander acrobaat

## Geschiedenis

### 1999: Het Feest van Sinterklaas - Editie 1
- Presentatie: Paul de Leeuw
- Artiesten: Bassie & Adriaan, Marco Borsato, Samson & Gert, Kabouter Plop, Pippi Langkous, Bart en Hupie, Toybox en Ernst, Bobbie en de rest.
- Verhaal: Sinterklaas is ontvoerd! De 9-jarige Jannes (acteur: Carlo Boszhard) zit hierachter. En hij laat Sinterklaas alleen vrij als hij een spelcomputer krijgt, iets wat hij al zijn hele leven wilde hebben. In het huis is samen met zijn oma die gespeeld werd door Ella Snoep. De kijkers werden op de hoogte gehouden van de laatste ontwikkelingen over deze situatie door Loretta Schrijver, in het RTL Nieuws. Uiteindelijk weet Katja Schuurman Sinterklaas te bevrijden.
- Uitzending: 28 november 1999 op RTL 4, Telekids - Vond plaats in de Jaarbeurs in Utrecht op 28 november.
- Scenarioschrijver: Paul de Leeuw en Willemijn Francissen

### 2000: Het Feest van Sinterklaas - Editie 2
- Presentatie: Tante Soesa, Anatevka Bos en Jochem van Gelder
- Artiesten: Anatevka ft. Tante Soesa, Ernst, Bobbie en de rest, A-Teens, De Tinkerbells ft. Hoofdpiet, Ronald Moeree en de Bamboe Beren, De Bereboot, Jody Bernal en Musicalcast Pinokkio.
- Verhaal: Als verrassing voor Sinterklaas wordt er een grote taart gebakken door alle artiesten. Helaas wordt er door een onbekende dame roet in het eten gegooid, oftewel: Slaapdrank in de taart, omdat ze, toen ze klein was, nooit iets kreeg van Sinterklaas. Gelukkig komt het allemaal goed doordat een paar artiesten er op tijd achter kwamen dat er slaapdrank in de taart zat en uiteindelijk de taart weggooien.
- Hulpbakkers: Guus Meeuwis, Bassie & Adriaan, Diana Sno en Dirk Keijzer.
- Uitzending: 26 november 2000 op Fox Kids - Vond plaats in de Jaarbeurs in Utrecht op 25 en 26 november.
- Scenarioschrijver: onbekend

### 2001: Het Feest van Sinterklaas - Editie 3
- Presentatie: Peter Jan Rens
- Artiesten: Bassie & Adriaan, Coole Piet, Dirk Scheele en Peter, Groovy Bears, Georgina Verbaan, Jochem van Gelder en Ernst, Bobbie en de rest.
- Verhaal: Als presentator Peter-Jan aankondigt dat Sinterklaas pas over ruim een uur komt, besluit hij samen met de kinderen alvast een lied te oefenen voor Sinterklaas. Als ze bezig zijn komt er echter bericht dat Sinterklaas nu al wil komen. Als rode draad door het hele evenement is er om de 20 minuten een filmpje te zien, waarin te zien is hoe de Verlanglijstpiet een surprise verzint voor zijn moeder, Ma Piet.
- Uitzending: 25 november 2001 op Fox Kids - Vond plaats in de Jaarbeurs in Utrecht op 24 en 25 november
- Scenarioschrijver: Peter Jan Rens

### 2002: Het Feest van Sinterklaas - Editie 4
- Presentatie: Ernst, Bobbie en de rest
- Artiesten: Bassie & Adriaan, Coole Piet, K-otic, Bob de Bouwer en Paul Passchier, Jochem van Gelder, Hans Klok, M-Kids en Ernst, Bobbie en de rest.
- Verhaal: Wanneer Ernst & Bobbie de show starten, belt Hoofdpiet op. Zij staan voor een lege zaal, in de Jaarbeurs in Utrecht. Verkeerde plek natuurlijk, want dit jaar vindt het evenement plaats in Ahoy Rotterdam. Wat blijkt? De Radarpiet heeft de verkeerde coördinaten ingevoerd in Wegwijs' buitenboordcomputer.
- Uitzending: 1 december 2002 op Fox Kids - Vond plaats in Ahoy Rotterdam op 30 november en 1 december.
- Scenarioschrijver: Paul Passchier en Thedo Keizer

### 2003: Het Feest van Sinterklaas - Editie 5
- Presentatie: Ernst, Bobbie en de rest
- Artiesten: Coole Piet, Jody Pijper, Ch!pz, Jim Bakkum, Jochem van Gelder en Ernst, Bobbie en de rest.
- Verhaal: Jacob (acteur: Peter de Gelder) sluipt Ahoy binnen en steelt het Boek van Sinterklaas. Hij zet hem voor een keuze: Of hij zorgt ervoor dat zijn vader, Meneer de Directeur (acteur: Tim de Zwart), vrijgelaten wordt uit de gevangenis of het Grote Boek gaat eraan.
- Uitzending: 30 november 2003 op Fox Kids - Vond plaats in Ahoy Rotterdam op 29 en 30 november.
- Scenarioschrijver: Paul Passchier

### 2004: Het Feest van Sinterklaas - Editie 6
- Presentatie: Matthias Scholten en Testpiet
- Artiesten: Coole Piet, Maud, Ch!pz, Ali B, Ernst, Bobbie en de rest e.a.
- Verhaal: Jacob en Meneer de Directeur sluipen Ahoy' binnen en nemen Ernst en Bobbie gevangen. De twee stelen de kleren van het duo en willen de presentatie overnemen. Zullen de Pieten het op tijd door hebben om het Feest te redden? Gelukkig komt er hulp van Matthias Scholten.
- Uitzending: 28 november 2004 op Fox Kids - Vond plaats in Ahoy Rotterdam op 26, 27 en 28 november en 4 december.
- Scenarioschrijver: Sander de Regt

### 2005: Het Feest van Sinterklaas - Editie 7
- Presentatie: Ernst, Bobbie en de rest
- Artiesten: Coole Piet, Paul Passchier, Ch!pz, Elize, De Club van Sinterklaas, Job5, Lange Frans & Baas B, Brace en Ernst, Bobbie en de rest.
- Verhaal: Wanneer Ernst en Bobbie aankondigen dat de Sint er is, zetten ze het welkomstlied in. Wegwijspiet komt binnen, maar wat blijkt? Hij is Sint en de rest van de Pieten vergeten.
- Uitzending: 27 november 2005 op Jetix - Vond plaats in Ahoy Rotterdam op 25, 26 en 27 november.
- Scenarioschrijver: onbekend

### 2006: Het Feest van Sinterklaas - Editie 8
- Presentatie: Ernst, Bobbie en de rest
- Artiesten: Coole Piet, Paul Passchier, Kus, Djumbo, de cast van Nijntje de Musical, De Club van Sinterklaas, De Acrobatenpieten en Ernst, Bobbie en de rest.
- Verhaal: Testpiet en Kleurpiet kwamen terug met alle gestolen tekeningen. Map (acteur: Elmar Düren) en Mo (acteur: Horace Cohen) kwamen het Feest stiekem binnen als de toneelmeesters die de tekeningen op zouden halen, en stalen de tekeningen. Even later besloten Ernst, Bobbie en Huispiet om ze te lokken met de resterende tekeningen. Bobbie riep op de intercom dat er 7000 tekeningen waren die de toneelmeesters op konden halen. Dat konden Map en Mo natuurlijk niet laten. Ze renden het podium op en Ernst en Bobbie bonden de twee vast met een touw. Ze werden afgevoerd naar de gevangenis. Maar hoe zit het met de boevenbaas, Snipper, die nog steeds vrij rondloopt?
- Dit jaar keken 646.000 mensen naar de televisieregistratie, met een marktaandeel van 20.8 en kijkdichtheid van 4.3. (Bron: Stichting KijkOnderzoek (SKO)).
- Uitzending: 26 november 2006 op Jetix - Vond plaats in Ahoy Rotterdam op 24, 25, en 26 november.
- Scenarioschrijver: Paul Passchier

### 2007: Het Feest van Sinterklaas - Editie 9
- Presentatie: Ernst, Bobbie en de rest
- Artiesten: Coole Piet, Paul Passchier, Gebroeders Ko, Thomas Berge, Tess, Wipneus en Pim, Springpieten van Planet Jump Rope en Ernst, Bobbie en de rest.
- Verhaal: Hokuspokuspiet heeft de strik van het cadeau voor Sinterklaas weggetoverd, Ernst en Bobbie gaan hem zoeken. Op het dak van Ahoy vinden ze de strik. Maar tegelijkertijd zien ze Felix (acteur: Michel Sluysmans), de snoep- en pakjesdief naar Ahoy lopen. Felix wil het cadeau voor Sinterklaas stelen. Ernst en Bobbie gaan in het cadeau zitten. Als Felix het cadeau wil stelen springen Ernst en Bobbie uit het cadeau en vangen de dief.
- Dit jaar keken 622.000 mensen naar de televisieregistratie, met een marktaandeel van 19.9 en kijkdichtheid van 4.2. (Bron: Stichting KijkOnderzoek (SKO)).
- Uitzending: 25 november 2007 op Jetix - Vond plaats in Ahoy Rotterdam op 23, 24, en 25 november.
- Scenarioschrijver: Paul Passchier

### 2008: Het Feest van Sinterklaas - Editie 10
- Presentatie: Ernst, Bobbie en de rest
- Artiesten: PJ en Danspiet, Kus, Ch!pz, Ernst, Bobbie en de rest e.a.
- Verhaal: Onbekend
- Uitzending: 30 november 2008 op Jetix - Vond plaats in Ahoy Rotterdam op 29 en 30 november.
- Scenarioschrijver: Paul Passchier

### 2009: Het Feest van Sinterklaas - Editie 11
- Presentatie: Ernst, Bobbie en de rest
- Artiesten: Paul Passchier, Kathleen (bekend van K3), finalisten van Popstars, HIT!, Zirkus Zirkus, X-MIX, Abby, acrobaten en Ernst, Bobbie en de rest.
- Verhaal: Ernst & Bobbie hebben een bijzondere verrassing voor Sinterklaas.
- Uitzending: 4 december 2009 op SBS6 om 16.00 uur - Vond plaats in Ahoy Rotterdam op 28 en 29 november.
- Scenarioschrijver: onbekend

## Trivia
- Van edities 1999 en 2000 is een cd uitgebracht, te weten Het Feest van Sinterklaas - deel 1 en Het Feest van Sinterklaas - deel 2.
- In 2009 kwam het album Het Feest van Sinterklaas, uitgebracht door Cloud 9 Music en SBS6. Het liedje van Openingspiet getiteld De Sint is weer in het land is het openingsnummer van de cd. Ook present zijn de nummers uitgevoerd door andere artiesten aanwezig op de 2009-editie van het Feest, en elf traditionele sinterklaasliedjes in een hedendaagse uitvoering ingezongen door zowel vrouwelijke als mannelijke zangers.